# Аспарух Јосифовски
Аспарух Јосифовски (Прилеп, 1912 — Скопље, 1990) био је учесник Народноослободилачке борбе и мајор ЈНА. 

## Биографија
Рођен је 1912. године у Прилепу. Након завршене основне школе, радио је као трговац мешовитом робом.
Дана 11. октобра 1941. учествовао је у формирању Прилепског партизанског одреда код места Црвене стене. У првој нападачкој групи (од укупно 3 групе, 16 бораца), чији је био командир, заједно са Благојом Спиркоским, Душком Наумоским, Миланом Димоским и Драганом Спиркоским учествовао је у нападу на бугарску полицијску станицу у Прилепу.
Убрзо га је бугарска полиција ухапсила због рада за Народноослободилачки покрет, због чега је био интернисан у Добруџу. Након капитулације Бугарске септембра 1944, вратио се у Прилеп и био постављен за команданта базе, а затим се преселио у Скопље.
Радио је у Министарству унутарњих послова, а 1964. године је отишао у пензију са чином мајора.
Преминуо је у Скопљу 1990. године.

## Породица
Аспарухов млађи брат био је народни херој Кузман Јосифовски, један од организатора устанка у Македонији 1941, погинуо 1944. године. Њихова сестра Мара Јосифовска такође је била активна учесница НОБ-а. Погинула је 1942. године. Њихови први братићи били су Пепе и његов брат Круме Волнаровски, народни херој.